# Noord-Goa
North Goa (Noord-Goa) is een van de twee districten van de Indiase staat Goa. Het district heeft een oppervlakte van 1736 km² en grenst in het noorden aan het Sindhudurg district van de deelstaat Maharashtra, in het oosten aan het Belgaum district van de deelstaat Karnataka, in het zuiden aan het district Zuid-Goa en in het westen aan de Arabische Zee.

## Geschiedenis
Veel van het huidige grondgebied van North Goa (Pernem, Bicholim en Sattari) vielen oorspronkelijk onder het Koninkrijk Sawantwadi. Ponda was echter soms onderdeel van het Koninkrijk Sawantwadi en soms onderdeel van het Koninkrijk Marathas. Daardoor werden deze gebieden gezien als veilige haven voor de hindoes die voortdurende leefden voor de Portugese inquisitie. Deze territoria waren veroverd door de Portugezen als onderdeel van de nieuwe veroveringen in de late 18e eeuw. Deze territoria zijn Portugees gebleven tot 1961, toen ze officieel werden geannexeerd door India.
Goa en twee andere voormalige Portugese enclaves vormden samen het unieterritorium Goa, Daman en Diu. In 1965 scheidde Goa zich hier echter van af en werd in 1987 officieel een staat van India. Goa werd toen opgesplitst in twee districten: Noord-Goa en Zuid-Goa. Daman en Diu zijn nog altijd een unieterritorium.

## Geografie
| Maand                       | jan  | feb  | mrt  | apr  | mei  | jun  | jul  | aug  | sep  | okt  | nov  | dec  | Jaar  |
| --------------------------- | ---- | ---- | ---- | ---- | ---- | ---- | ---- | ---- | ---- | ---- | ---- | ---- | ----- |
| Hoogste maximum (°C)        | 36,6 | 39,2 | 39,8 | 38,6 | 35,9 | 32,2 | 35,9 | 34,0 | 33,2 | 37,2 | 37,2 | 36,6 | 39,8  |
| Gemiddeld maximum (°C)      | 32,0 | 31,7 | 32,2 | 33,1 | 33,4 | 30,3 | 29,1 | 28,7 | 29,8 | 31,8 | 32,9 | 32,7 | 31,5  |
| Gemiddelde temperatuur (°C) | 26,0 | 26,3 | 27,7 | 29,3 | 30,0 | 27,6 | 26,7 | 26,4 | 26,9 | 27,9 | 27,6 | 26,9 | 27,4  |
| Gemiddeld minimum (°C)      | 19,9 | 20,7 | 23,2 | 25,5 | 26,5 | 24,8 | 24,3 | 24,0 | 24,0 | 23,9 | 22,2 | 21,0 | 23,3  |
| Laagste minimum (°C)        | 14,4 | 13,3 | 17,5 | 19,4 | 20,9 | 20,9 | 20,5 | 21,7 | 21,0 | 20,0 | 15,3 | 15,7 | 13,3  |
|                             |      |      |      |      |      |      |      |      |      |      |      |      |       |
| Neerslag (mm)               | 0    | 0    | 1    | 5    | 56   | 861  | 853  | 622  | 237  | 111  | 35   | 2    | 2.813 |
| Bron: NOAA                  |      |      |      |      |      |      |      |      |      |      |      |      |       |

## Administratief
De hoofdplaats van het district North Goa is Panaji, wat tevens de hoofdstad is van de deelstaat Goa. Het district ligt in de streek Konkan, die zich uitstrekt langs de Indische westkust. Noord-Goa is verdeeld in drie subdivisies: Panaji, Mapusa en Bicholim en vijf taluks: Tiswadi, Bardez, Pernem, Bicholim en Sattari. Het district Ponda Taluka veranderde in januari 2015 van district en is nu onderdeel van Zuid-Goa.

## Demografie
In 2011 had Noord-Goa een bevolking van 817.761 inwoners wat ongeveer gelijk staat aan het aantal inwoners in de Comoren. Hiermee is het het 480ste district van India. De bevolkingsdichtheid van het district is 461 inwoners/km2. De bevolkingsgroei in de periode 2001-2011 is 7,8%. De geslachtsverhouding is 959 vrouwen per 1000 mannen en 88,9% van de bevolking kan lezen en schrijven.

## Taal

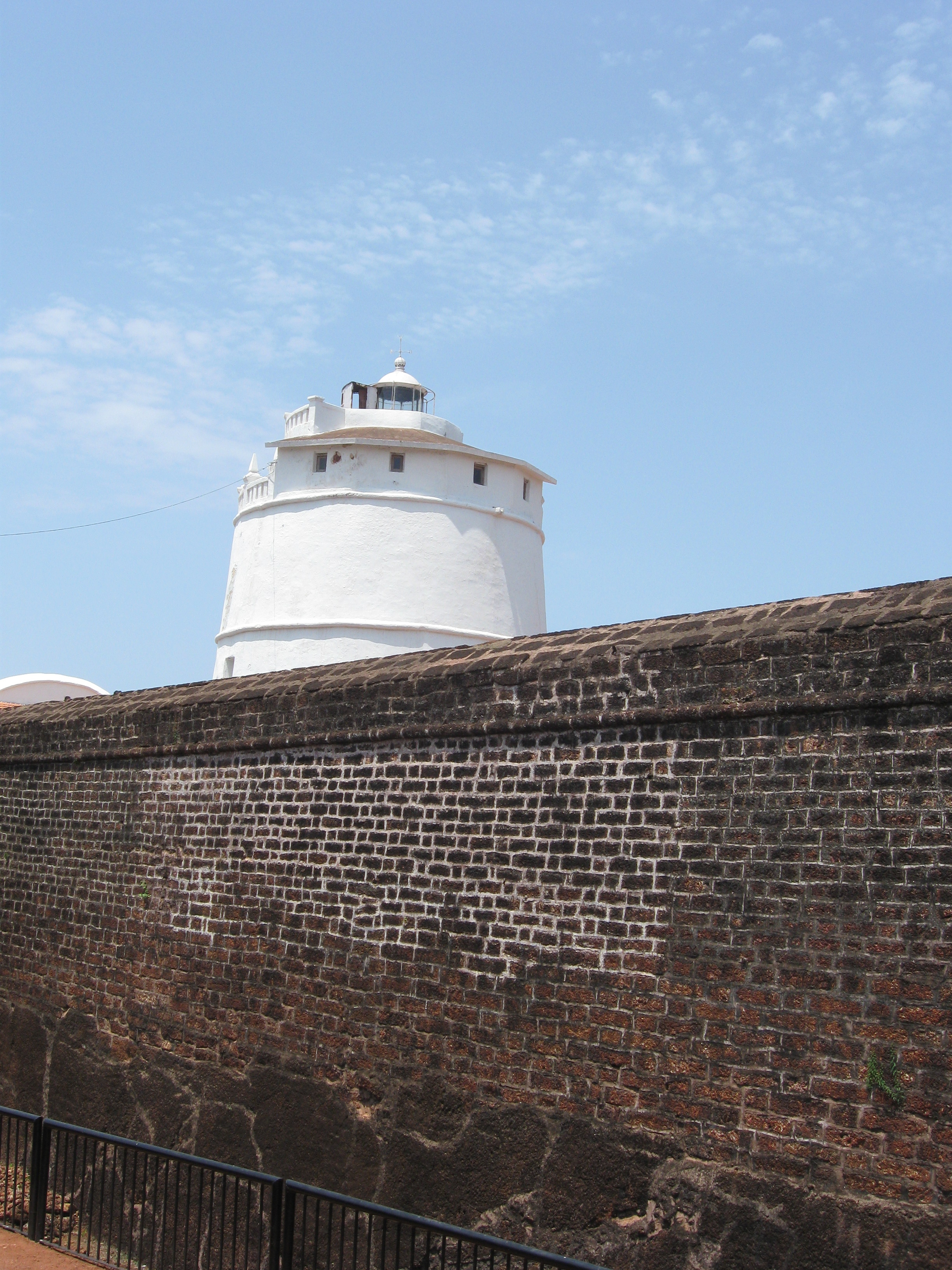
Fort Aguada

Konkaki is de moedertaal van de meeste inwoners van het district Noord-Goa, maar ook Marathi wordt door een wezenlijk deel van de bevolking gesproken. Engels en Hindi wordt door de meerderheid van de bevolking begrepen. Slechts een klein deel van de bevolking spreekt en verstaat Portugees.

## Religie
Het grootste deel van de bevolking is Hindoe (76,1%), maar er zijn ook andere religies, zoals het christendom (16,4%) en de islam (7,1%) te vinden. Slechts zeer kleine delen van de bevolking hebben het sikhisme, boeddhisme en jaïnisme als geloof.

## Toerisme
Noord-Goa is vooral bekend voor zijn stranden waaronder de stranden van Anjuna, Candolim, Calangute en Arambol. Andere toeristische attracties zijn het portugese Fort Aguada, de kerk van Mae De Dues en de tempel van Boghdeshwara.
Noord-Goa · Zuid-Goa